# Otacilia zongxu
Espèce
Synonymes
- Phrurolithus zongxu Wang, Zhang & Zhang, 2012

Otacilia zongxu est une espèce d'araignées aranéomorphes de la famille des Phrurolithidae.

## Distribution
Cette espèce est endémique de Chongqing en Chine,. Elle se rencontre sur le mont Jinyun.

## Description
Le mâle holotype mesure 2,21 mm et la femelle paratype 2,51 mm.

## Étymologie
Cette espèce est nommée en l'honneur de Zong-xu Li.

## Publication originale
- Wang, Zhang & Zhang, 2012 : Ant-like sac spiders from Jinyun Mountain Natural Reserve of Chongqing, China (Araneae: Corinnidae). Zootaxa, no 3431, p. 37-53.